# 地球宣言
地球宣言（英语：Earth Report）是凤凰卫视的一档以关注保护地球为主题的短节目。2007年开播，周一至周五每天播出一期，时长3分钟，曾安排在凤凰卫视中文台播出，已于2016年12月30日播出最后一期。

## 冠名
- 2012年及之前，节目由中国民生银行冠名，定名为《民生银行信用卡·地球宣言》。
- 2013年起本节目改为居然之家冠名，更名为《居然之家·地球宣言》。

## 播出时间[1]
与中文台大部分节目不同的是，该节目仅安排在中文台播出，不安排在欧洲台、美洲台及澳洲版播出。
- 首播：香港时间周一至周五19:15-19:20
- 重播：香港时间周二至周六09:35-09:40

## 节目内容
本节目的主要内容围绕保护地球这一主题，例如：南极冰川的变迁、超级飓风、保护非物质遗产、濒临灭绝物种的保育、城市化带来的污染及传统风俗的消失等等。